# Marinero en tierra
Marinero en tierra es el título de un libro de poemas de Rafael Alberti publicado en 1924 por la Editorial Biblioteca Nueva de Madrid y que significó para su autor la recepción del Premio Nacional de Poesía en su primera edición (1925), siendo por tanto su primer ganador. La obra fue escrita durante su estancia en la localidad segoviana de San Rafael debido al tratamiento para mejorar una dolencia que sufría en el pulmón derecho con ayuda del clima tan puro de la sierra. Pertenece a la primera etapa de la producción de Alberti, caracterizada por el popularismo, es decir, la adopción de formas populares, en especial las del cancionero tradicional. La temática y el tono general de la obra es de nostalgia, producida en el poeta por el recuerdo de su tierra natal, lejana durante el proceso de escritura de la obra. Marinero en tierra es probablemente una de las obras más difundidas y estudiadas de Alberti.

## Adaptación musical
En Marinero en tierra, op. 27, para soprano y piano, de Rodolfo Halffter convirtió en un ciclo de canciones cinco de los poemas del libro.